# フライス盤

立形フライス盤による正面フライスを用いた加工の例。

フライス盤（フライスばん）は、ミリング・マシンとも呼ばれ、回転軸に取り付けたフライス（立形の場合エンドミルも含む）という切削工具を回転させ、工作物を固定しフライスを動かすことによって、平面・溝・歯車などの切削加工を行う工作機械である。

## 歴史

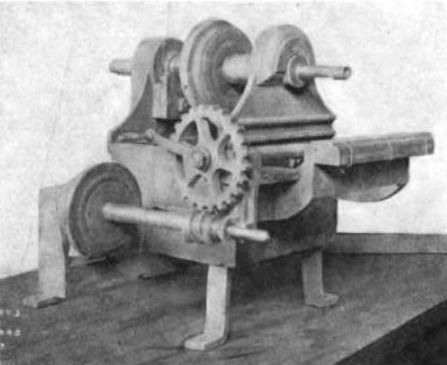
1818年にアメリカのホイットニーが製作した最古のフライス盤。

1814年〜1820年代ごろに、複数の発明家によって開発されたと見られている。現在、残されている最古のフライス盤は、1818年にアメリカのイーライ・ホイットニーが、銃器の部品を作るために、旋盤にカッタを付けた横フライス盤である。
1857年にイギリスで立フライス盤が作られ、パリの博物館に保存されている。
1860年代には万能フライス盤が作られ、歯車やドリルの加工ができるようになった。
カッタは、正式には、ミーリングカッタと呼ばれる。フェイスミーリングカッタは、正面フライスやフェイスミルと呼ばれ、サイドミーリングは、サイドカッターとよばれる。

## 構成・機能と分類

### 構成と機能

横フライス盤の構成例（ひざ形、手動操作式）
1.ベース　2.コラム　3.ニー　4.と5.テーブル　6.オーバーアーム　7.アーバ

フライス盤は、ベース（右図の1）とコラム（2）が本体として機械全体を支え、ニー（3）の上に固定されたテーブル（5）の上面に工作物を取り付ける。
横フライス盤は、主軸が地面に対して水平方向を向いており、切削工具（フライス）はアーバ（右図の7）を介して主軸に取り付けられ、さらにアーバ支えを介してオーバーアーム（6）によって支えられている。
立フライス盤は、主軸が地面に対して垂直方向を向いており、主軸（右下図の2）とその先端に取り付けられたフライス（1）は、主軸頭（3）で支えられている。
金属などの工作物は可動式のテーブル（右下図の5）上に取り付けられ、フライス（1）の刃先で切削される。工作物を載せたテーブルは、テーブル手送りハンドル（13）・サドル手送りハンドル（17）・ニー手送りハンドル（18）を回すことによって3次元方向（上下・左右・前後のZXY方向）に動かすことができ、これを用いて切削加工をする。
切削工具（フライス）はさまざまな加工に対応するために交換可能となっており、多様な回転工具が販売されている。まっすぐに穴をあけるドリルと異なり、切削時の力が回転軸の横方向に掛かるため、硬い物を加工する時も回転軸や回転工具がぶれないように、全体が頑丈に作られている。

### 分類

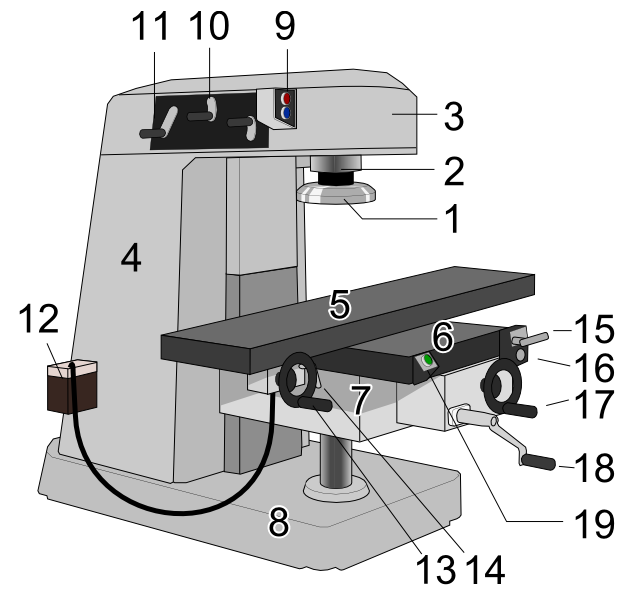
立フライス盤の構成例（ひざ形、手動操作式）
1.正面フライス 2.主軸（スピンドル） 3.主軸頭（スピンドル･ヘッド） 4.コラム 5.テーブル 6.サドル 7.ニー 8.ベース 9.主軸スイッチ 10.主軸回転高速・中速・低速変換レバー 11.主軸回転数変換レバー 12.摺動面潤滑油タンク 13.テーブル手送りハンドル 14.テーブル・ロック・ハンドル 15.サドル自動送りレバー 16.サドル自動送り速度変換ダイヤル 17.サドル手送りハンドル 18.ニー手送りハンドル 19.早送りボタン

#### 主軸方向別
- 立フライス盤[5] - 主軸が地面に対して立方向に付いており、四角形状の加工に向いている
- 横フライス盤[6] - 主軸が地面に対して横方向に付いており、溝加工や切断加工に向いている。
- 万能フライス盤[7] - 横フライス盤のテーブルを自由に傾けられるようにしたもの。歯車やドリルなども加工することができる。

#### 移動形態別
- ひざ形 - 主軸が固定され、テーブルがZXYに動く
- ラム形 - 主軸がY、テーブルがZXに動く
- ベッド形 - 主軸がZ、テーブルがXYに動く

#### 手動・自動別
- 手動フライス盤
- NCフライス盤、CNCフライス盤

単にフライス盤といえば、手動によるハンドルによって操作するものを指すが、手動のものとは別にコンピュータによって制御されるNCフライス盤やCNCフライス盤と呼ばれる機械がある。NCとは「numerical control（数値制御）」のことであり、CNCとは「computer numerical control（コンピュータ数値制御）」のことである。手動操作では高度な技術を持った職人でないと各軸方向への直線的な加工しか行なえないが、NCでは縦横高さの3方向での動きが同時に制御出来るために、曲線や曲面を切削することが出来る。NCであっても手動操作は可能である。

## 主な工具

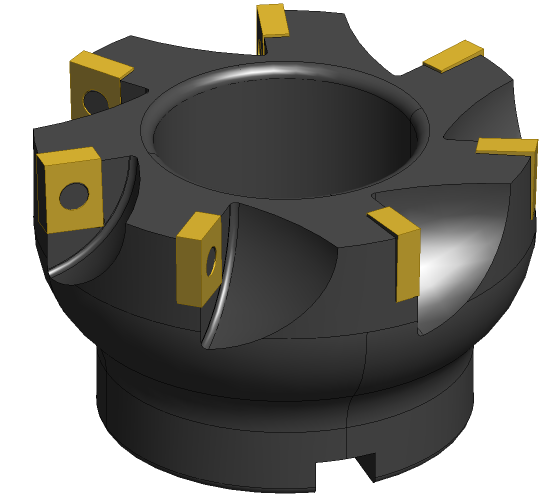
正面フライス刃。黄色のそれぞれがスローアウェイチップである。

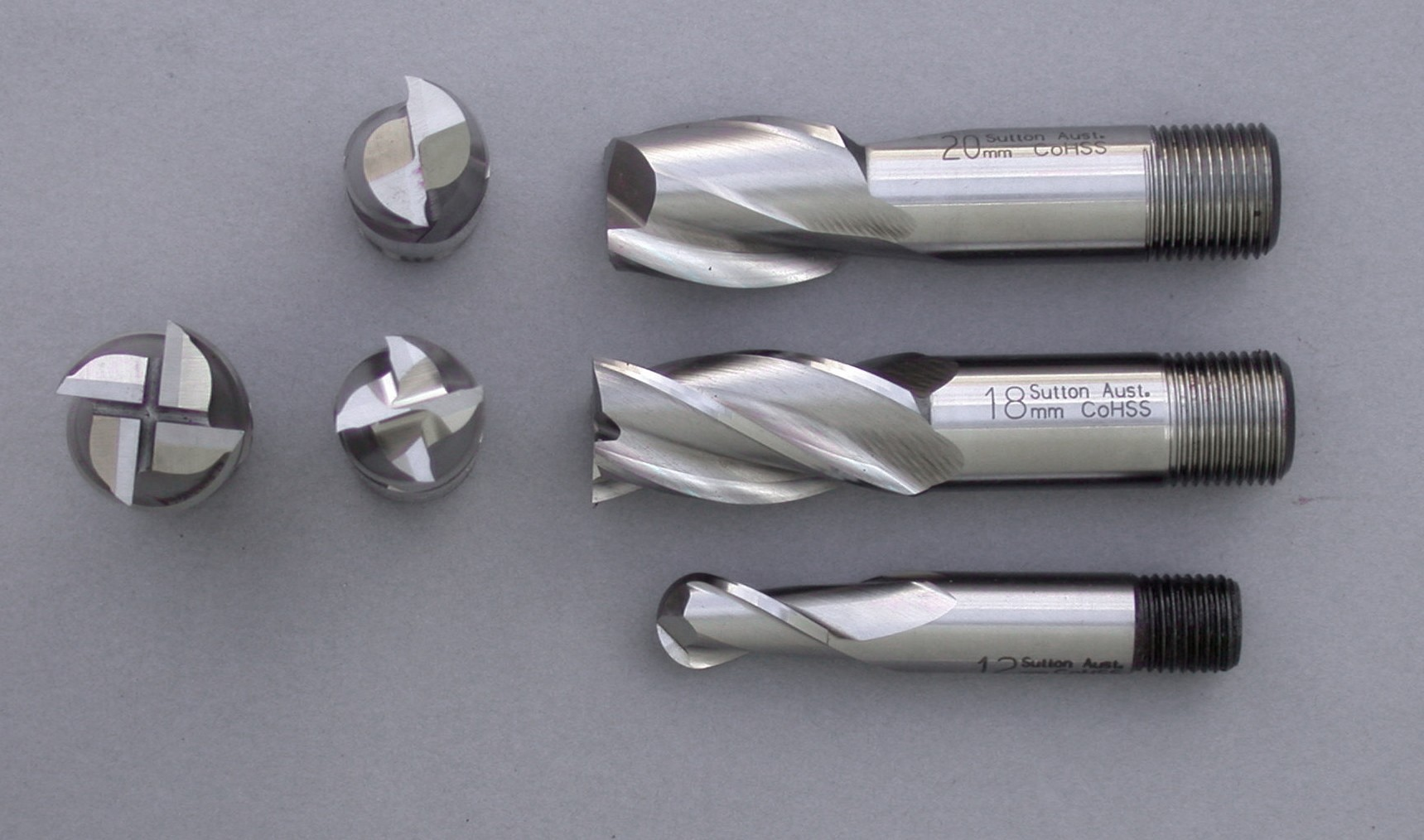
エンドミル

- 正面フライス - 円盤状の底面の周囲に多数のスローアウェイチップと呼ばれる交換可能な刃先を持つ。主に広い面を削る時に使用する。スローアウェイチップが固定されている円盤部分はカッターボディまたはフライスヘッドと呼ばれる。
- エンドミル - 丸棒の外周面と底面に刃を持つ。ドリルの刃に似ているが、側面でも切削することが出来る。刃は1枚から8枚が一般的である。
- ボーリングヘッド - ドリルで開けた穴の内側を滑らかにするのに使用する。旋盤の「バイト」を使用している。
- 面取りフライス - 工作物の角を面取りする時に使用される。
- 穴用面取りフライス - 工作物の穴の縁を面取りする時に使用される。
- T溝フライス - T型の溝を掘るのに使用される。
- 半月キー溝フライス - 半月キー溝を掘るのに使用される。
- あり溝フライス - あり溝を掘るのに使用される。
- コーナーRカッタ - 工作物の角をRを付けて面取りする時に使用される。
- 沈めフライス - 座ぐり穴を加工するのに使用する。工作物にあらかじめドリルで穴を開けておく必要がある。
- メタルソー
- センタドリル - ドリルを使った穴あけ加工の準備として、あらかじめ小さな穴を開けるのに使う小さなドリルである。
- ドリル

## 固定

### 工作物
加工対象となる工作物はテーブルに固定されなければならない。固定に使用される工具には以下のものが使われる。
- マシンバイス - 単にバイスとも呼ばれ、万力のようにハンドルで締め付けねじを回し移動する口金にはさんで固定する。バイス自身は取り付けボルトでテーブルに固定される。現在は油圧による締め圧増加などの機能を持つバイスが主流である。
- ハネクランプ - マシンバイスでは扱えない大きさの工作物はハネクランプまたはステップクランプによって直接テーブルに固定される。
- ステップクランプ - ハネクランプでの固定厚みが変えられるように、工作物とは反対側のクランプの端にステップブロックと呼ばれる階段状の段が刻まれた三角形の金属具を噛ませる。

### 切削工具
回転する切削工具をフライス盤の主軸に固定するために、いくつかの工具が使用されている。下記の多くがフックスパナで締め付け作業などが行なわれる。マシンバイスなどを使う時には銅板を間に挟む事で工作物が直接、バイスの口金で傷付けられることを防止する。
- クイックチェンジ・アダプタ - ドローイング・ボルトを使って主軸に取り付けられる。
- ミーリング・チャック - エンドミルをクイックチェンジ・アダプタに取り付けるための工具。コレット・チャックとも呼ばれる。コレットがエンドミルを保持し、コレットをミーリング・チャックが固定する。
- コレット - エンドミルを挿入する。エンドミルの外形の違いを吸収し、ミーリング・チャックの穴に合わせる。
- ドリルチャック - ドリルを使うときに使用する。ストレートシャンクとテーパーシャンクの2種類がある[4]。